# Oriolus percivali
Papa-figos-montês ou papa-figos-serrano (Oriolus percivali) é uma espécie de ave da família Oriolidae.
Pode ser encontrada nos seguintes países: Burundi, República Democrática do Congo, Quénia, Ruanda, Tanzânia e Uganda.
Os seus habitats naturais são: florestas boreais, subtropical or tropical dry forests e regiões subtropicais ou tropicais húmidas de alta altitude.